# Hoher Seeblaskogel
Le Hoher Seeblaskogel est une montagne qui s’élève à 3 235 m d’altitude dans les Alpes de Stubai, en Autriche.